# Атаки (Черновицкая область)
Атаки (укр. Атаки) — село в Хотинской городской общине Днестровского района Черновицкой области Украины.

## История
Население по переписи 2001 года составляло 638 человек.
С июня 2011 года на Украине была возобновлена работа стационарных постов дорожно-патрульной службы ГАИ МВД Украины, и на 304-м километре автотрассы Н-03 «Житомир — Черновцы» был построен стационарный пост ГАИ «Атаки».
До 2020 года входило в Хотинский район

## Достопримечательности
- Палеолитическая стоянка Стинка селетоидного типа[2].